# 劉靳麗娟
劉靳麗娟，SBS，JP（1954年—），資深教育家，香港前財經事務及庫務局局長劉怡翔的夫人。現任拔萃女書院校長；女兒劉恩沛則為資深大律師，於大律師行Temple Chambers工作，曾在霸王集團控告《壹週刊》誹謗一案中，與資深大律師余若海代表被告《壹週刊》。

## 生平
劉靳麗娟肄業於拔萃女書院，於加拿大滑鐵盧大學修讀社會學後，事業初期曾任職於廉政公署及英國國防部中文學院。
1990年，劉靳麗娟回到母校拔萃女書院當老師任教心理學預科課程，1994年成為輔導主任，1994年當上副校長，1995年從香港中文大學研究院取得教育學碩士。從1999年晉升為拔萃女書院校長。

## 公職
2008年，曾擔任奧林匹克運動會香港區火炬手。2010年，出任婦女事務委員會主席。2012年，出任中國人民政治協商會議青海省政協委員。 2015年，再度獲委任為婦女事務委員會主席。
香港學界體育聯會董事會主席，並於體育委員會、隸屬體育委員會轄下的啟德體育園專責小組、醫院管理局（九龍中/九龍東）聯網研究倫理委員會、怡和基金獎學金委員會，以及香港大學就業輔導委員會等多個組織擔任委員。  
過往她也曾服務其他機構，其中包括廣播事務管理局、廉政公署事宜投訴委員會、可持續發展委員會、姬達爵士獎學基金評選委員會以及家庭議會等。

## 榮譽
2006年，獲委任太平紳士，2010年接受香港城市大學頒授榮譽院士，並於2017年獲香港特別行政區政府授勳銀紫荊星章，同年獲香港理工大學頒發大學院士榮銜。

## 爭議言論
2019年9月10日，劉靳麗娟暗示有示威者向其校學生贈送免費飯盒(聲稱乃是「不道德」行為)，企圖引誘中學生參與反修例運動。此番言論受到廣泛評擊。